# Odynerus orientalis
Odynerus orientalis är en stekelart som beskrevs av Kostylev 1938. Odynerus orientalis ingår i släktet lergetingar, och familjen Eumenidae. Inga underarter finns listade i Catalogue of Life.